# 大神山神社 (東京都)
大神山神社（おおがみやまじんじゃ）は、東京都小笠原村父島にある神社。
父島中心部の大村集落裏手にある大神山の山腹に位置し、大神山公園（大神山地区）に隣接する。

## 歴史
1593年（文禄2年）、徳川家康の意を受けて南海探検に出た家臣の小笠原貞頼により小笠原が発見され、このとき「大日本天照皇大神宮の地」と記した標柱が父島に建てられたと伝わる。1675年（延宝3年）、長右衛門漂流を受けた調査のため島谷市左衛門らが父島を巡検した際、父島北岸の宮の浜に天照皇大神・誉田別命・天児屋根命の三柱を祀った守護神社を創建した。
1876年（明治9年）に小笠原が日本領として国際的に認められ、日本人移民が島に定着していった後の1886年（明治19年）、大村集落に隣接する大根山に社殿を造営し「大神宮」とした。1895年（明治28年）には現在地に社殿を移転し、社名も「大神山神社」に改めた。1912年（大正元年）には村社に列格、1941年（昭和16年）には郷社に昇格された。
太平洋戦争の戦況が厳しさを増していく中、1944年（昭和19年）に小笠原島民の強制疎開が実施され、それに伴って本社も本土の東京都芝区（現港区）の芝大神宮、次いで西多摩郡三田村（現青梅市）の御嶽神社に仮遷座した。父島の社殿は戦争末期の1945年（昭和20年）に炎上し焼失。戦後の1946年（昭和21年）、府中市の八雲神社境内に社殿を造営し遷座。
その後、長らくアメリカ統治下にあった小笠原諸島が1968年（昭和43年）に日本へ返還され、旧島民の帰島が始まった。その中で本社再建を願う声が上がり、1972年（昭和47年）東京都神社庁の斡旋で旧境内地に小社殿を造営、28年を経て再び島に遷座することとなった。1979年（昭和54年）に現在の社殿が完成。

## 祭神
天照皇大神・誉田別命・天児屋根命の三柱神に、天之御中主命・大物主命を合祀。

## 例大祭
例大祭は毎年11月1日から3日の3日間開催される。
主な催し物は相撲大会で、1日目に子供相撲、2日目に大人相撲が開かれ、母島の住民や海上自衛隊硫黄島航空基地の隊員なども参加して個人戦と団体戦で争われる。3日目には神輿の巡行と住民による演芸大会（カラオケ）が催される。

## 社務所開所日時
「おがさわら丸」の二見港入港・出港に合わせて開所している。御朱印・御守の授与が受けられるのもこの時間帯である。入港日・出港日以外は基本的に開所しない。
- 入港日：13:00 - 16:00
- 出港日：9:00 - 14:00
- 同日に入港・出港する日：9:00 - 16:00

## その他
毎年1月1日に父島で開催される「日本一早い海びらき」では、大神山神社の神職が海の安全を祈願する神事を執り行う。